# Johann Nemecek
Johann „Hans“ Nemecek (* 23. Juni 1891 in Wien; † 24. November 1949 ebenda) war ein österreichischer Alpinist und Sportfunktionär.

## Leben
Nemecek war ein Kaufmann. Er beschäftigte sich bereits in jungen Jahren mit dem Bergsteigen. Im Zuge des Ersten Weltkrieges wurde er als Heeresbergführer ausgebildet und an der Dolomitenfront eingesetzt, wo er bei einem Lawinenunglück schwer verletzt wurde. Im Jahr 1924 trat er dem Österreichischen Gebirgsverein (ÖGV) und 1926 dem Österreichischen Alpenklub (ÖAK) bei. Im ÖGV engagierte er sich ab 1927 intensiv. Unter anderem gründete er im gleichen Jahr mit einigen Gleichgesinnten die Bergsteigergruppe im ÖGV. Auch beim Bau- und Wegbezeichnungsausschuss des ÖGV war er tätig und den er dann bis zu seinem Tod leitete. Von 1937 bis 1938 war er 3. Vizepräsident des ÖGV und wurde 1940 dessen Ehrenmitglied.
Nemecek engagierte sich auch beim alpinen Rettungswesen. Von 1928 bis 1938 war er Obmann-Stellvertreter und Rettungsleiter des „Alpinen Rettungsausschußes Wien“ (ARAW), einer der Vorgängerorganisationen des heutigen Österreichischen Bergrettungsdienstes.

## Würdigungen

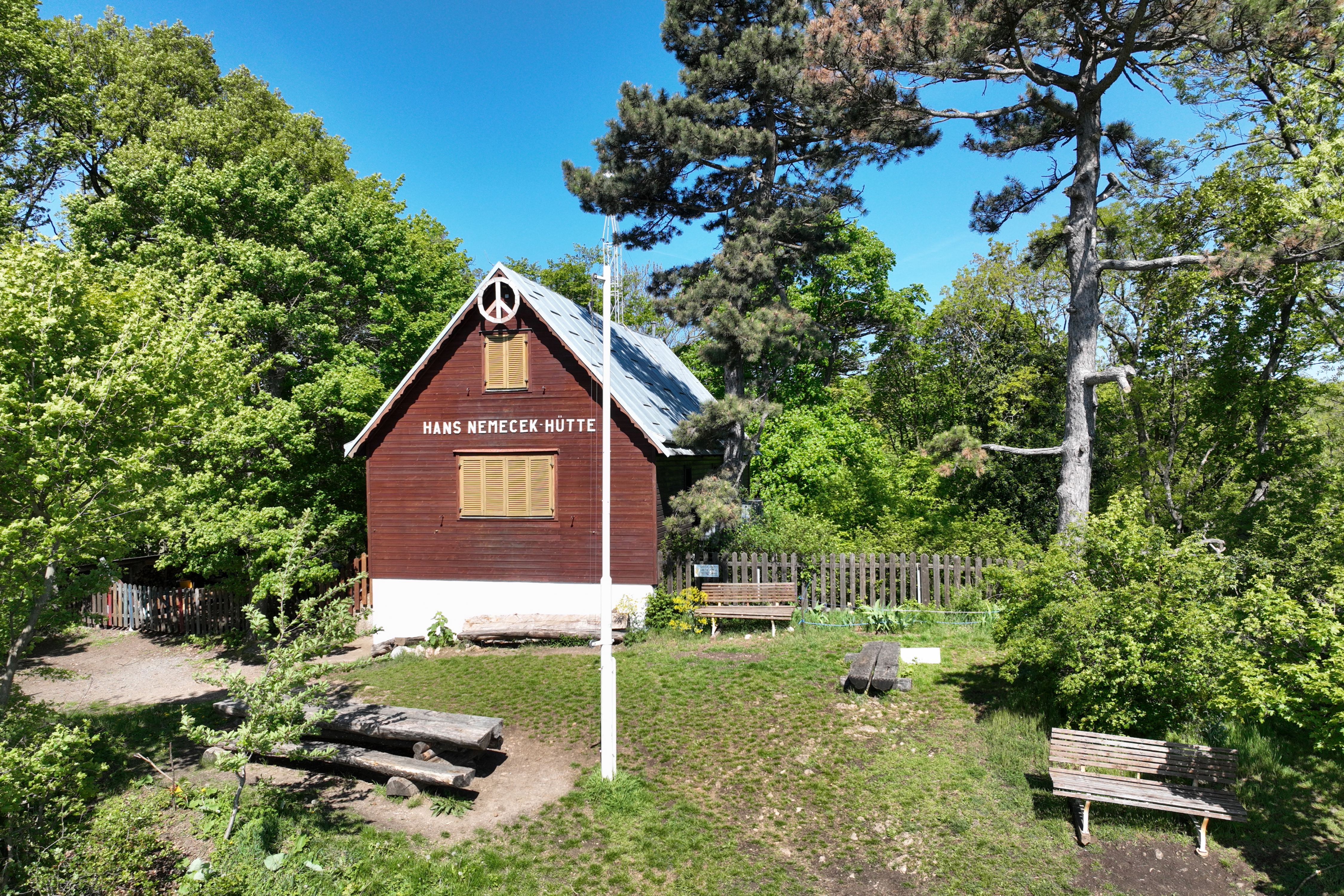
Hans Nemecek-Hütte oberhalb der Gießhübler Kuhheide

In den Jahren 1941/42 wurde am Trinksteinsattel auf der Raxalpe an die Raxgmoa-Hütte eine Bergwacht-Diensthütte angebaut, die nach ihm benannt wurde (Hans-Nemecek-Diensthütte). Oberhalb der Gießwände im südlichen Wienerwald (Gemeinde Hinterbrühl) errichtete der ÖGV eine Vereinshütte, die 1951 eingeweiht und nach Nemecek benannt wurde (Hans-Nemecek-Hütte).